# De Arendbrug

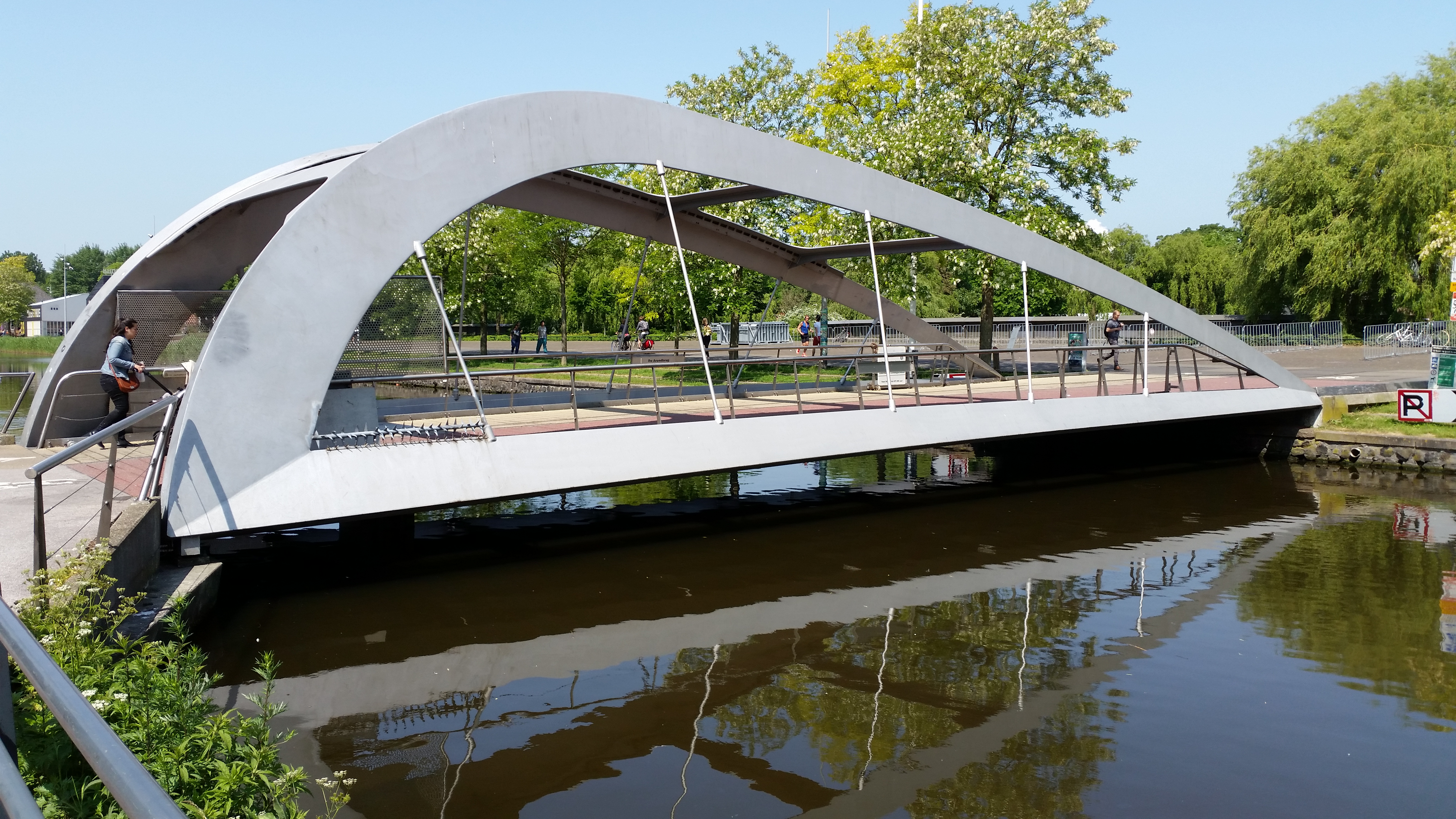
De Arendbrug (mei 2018)

De Arendbrug (brug 1973) is een vaste brug in Amsterdam-West.
De brug vormt de verbinding tussen de Haarlemmerweg en de Polonceaukade, hier beide de kades van de Haarlemmertrekvaart, die ze overspant. De brug ligt ongeveer in het verlengde van de Van Hallstraat. Ten noorden van de brug liggen de voormalige gashouders van de Westergasfabriek.
In de jaren rond de eeuwwisseling 2000 werd het terrein van die fabriek hier herontwikkeld, er vond uitgebreide renovatie van de gebouwen van Isaac Gosschalk plaats en het terrein werd opnieuw ingericht. De brug werd noodzakelijk in verband met de te verwachten groei aan verkeer ter plaatse. Al jarenlang verzorgde Westergasbrug (brug 193) de toegang van het terrein. Die brug werd bij de herontwikkeling te smal bevonden, maar kon niet aangepast worden vanwege haar status als rijksmonument. De brug vormde een gevaar voor met name voetgangers en fietsers. 
De moderne brug, in uiterlijk een asymmetrische boogbrug, staat alleen voetgangers en fietsers toe. Het frame is van metaal, het wegdek bestaat uit houten planken met daarop een deklaag. Dat bleek een niet zo’n goede keuze, want in 2015 en 2017 moesten juist die delen van de brug vernieuwd worden. In 2017 bleek daarbij nog eens dat de positie van de brug gevaar opleverde als men de Staatsliedenbuurt in wilde lopen en fietsen; de nabijgelegen oversteekplaats bleek onveilig. De brug levert (onbedoeld) geluid op als men haar betreedt of verlaat; zij is daarom op zaterdag- en zondagnacht voor enkele uren gesloten. 
De brug ging een aantal jaren anoniem door het leven, alleen aangeduid met haar nummer 1973. In 2016 kon de burgerij voorstellen indienen tot naamgeving van die anonieme bruggen. De gemeente keurde in december 2016 de inzending voor een vernoeming naar de locomotief De Arend goed. Die locomotief trok de eerste trein van Nederland voort tussen Amsterdam en Haarlem vanaf 25 september 1839. De brug had al eerder de officieuze naam Gashoudersbrug meegekregen.

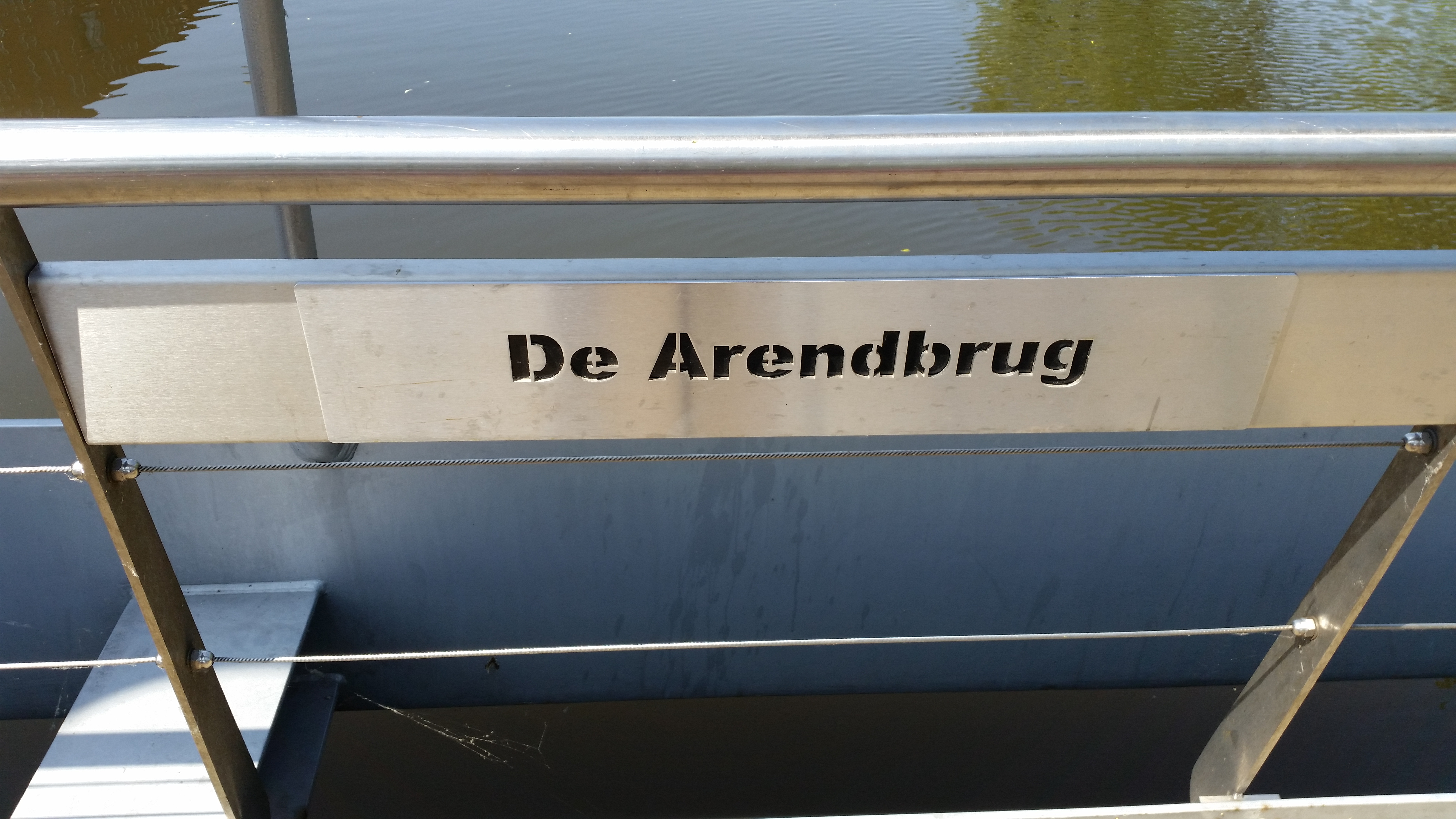
Naamplaat van De Arendbrug

<<< · 1900 · 1901 · 1902 · 1904 · 1906 · 1907 · 1908 · 1909 · 1910 · 1911 · 1913 · 1914 · 1915 · 1916 · 1917 · 1919 · 1920 · 1922 · 1923 · 1925 · 1927 · 1929 · 1930 · 1931 · 1932 · 1933 · 1935 · 1936 · 1937 · 1938 · 1939 · 1940 · 1941 · 1942 · 1944 · 1945 · 1946 · 1947 · 1948 · 1949 · 1950 · 1951 · 1952 · 1953 · 1954 · 1955 · 1956 · 1957 · 1958 · 1959 · 1960 · 1961 · 1962 · 1963 · 1964 · 1965 · 1966 · 1967 · 1968 · 1969 · 1970 · 1971 · 1972 · 1973 · 1974 · 1975 · 1976 · 1977 · 1978 · 1979 · 1980 · 1981 · 1982 · 1983 · 1984 · 1985 · 1986 · 1987 · 1988 · 1989 · 1990 · 1991 · 1992 · 1993 · 1994 · 1995 · 1996 · 1997 · 1998 · 1999 · >>>
Brugnummers 1903, 1905, 1912, 1918, 1921, 1924, 1926, 1928, 1934, 1943 zijn niet (meer) in gebruik (januari 2021)